# Rotter Nemere
Die Rotter Nemere oder Nemere war ein ungarisches Segelflugzeug, das bei der Demonstrationssportart Segelfliegen bei den Olympischen Sommerspielen 1936 in Berlin flog.

## Geschichte

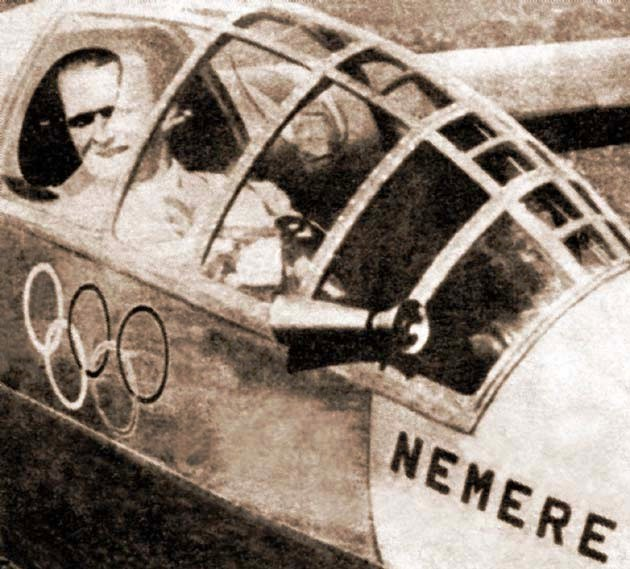
Lajos Rotter

Der ungarische Flugzeugkonstrukteur Lajos Rotter leitete den Bau der Nemere ab Januar 1936. Er führte auch den Erstflug am 25. Juli 1936 durch; nach nur einem weiteren Erprobungsflug wurde das Segelflugzeug auf einem Transportanhänger nach Berlin gebracht.

## Konstruktion
Der Aufbau bestand im Wesentlichen aus einer Holzgerippekonstruktion, wobei der Rumpf mit Sperrholz beplankt war und die Tragflächen mit Stoff bespannt waren.

## Nutzung
Am 12. August 1936 flog Lajos Rotter im Rahmen der Olympischen Sommerspiele 1936 mit der Nemere vom Flugplatz Staaken nach Kiel. Der angemeldete Flug über 326,5 Kilometer in 3 Stunden und 53 Minuten markierte die europäische Jahresbestleistung im Streckenflug für 1936.

## Technische Daten

Nemere

| Kenngröße              | Daten                |
| ---------------------- | -------------------- |
| Besatzung              | 1                    |
| Spannweite             | 20,0 m               |
| Länge                  | 8 m                  |
| Flügelfläche           | 23 m²                |
| Flügelstreckung        | 17,4                 |
| Flächenbelastung       | 19,15 kg/m²          |
| Gleitzahl              | 26 bei 75 km/h       |
| Geringstes Sinken      | 0,63 m/s bei 55 km/h |
| Mindestgeschwindigkeit | 50 km/h              |
| Leermasse              | 340 kg               |
| Startmasse             | 440 kg               |